# اینگمار هوئر
اینگمار هوئر (انگلیسی: Ingmar Hoerr؛ زادهٔ ۱ ژانویهٔ ۱۹۶۸) زیست‌شناس و کارآفرین اهل آلمان است، که در سال ۲۰۰۰ شرکت کیوروک را تأسیس کرد.